# آرکس د لاس سالیناس
آرکس د لاس سالیناس (به اسپانیایی: Arcos de las Salinas) یک شهرستان در اسپانیا است که در استان تروئل واقع شده‌است.

## خصوصیات
آرکس د لاس سالیناس ۱۱۳ کیلومترمربع مساحت و ۱۳۱ نفر جمعیت دارد.